# Dansens gudinna
Dansens gudinna (engelska: Down to Earth) är en amerikansk musikalisk komedifilm från 1947 i regi av Alexander Hall. I huvudrollerna ses Rita Hayworth, Larry Parks och Marc Platt. Filmen är en uppföljare till Min ande på villovägar från 1941, som också regisserades av Hall. Edward Everett Horton och James Gleason repriserade här sina roller från den tidigare filmen, medan Roland Culver ersatte Claude Rains i rollen som Mr. Jordan. En nyinspelning gjordes 1980, Xanadu.

## Handling
Då gudinnan Terpsichore blir upprörd över att en ny Broadwaymusikal skymfar grekisk mytologi, kliver hon ned på jorden och lyckas få en roll i showen. Hon charmar sedan showens producent och kan på så vis införliva sina förändringar i uppsättningen.

## Rollista i urval
- Rita Hayworth - Terpsichore / Kitty Pendleton (sång dubbad av Anita Ellis)
- Roland Culver - Mr. Jordan
- Larry Parks - Danny Miller (sång dubbad av Hal Derwin)
- James Gleason - Max Corkle
- Edward Everett Horton - budbärare 7013
- Adele Jergens - Georgia Evans & New Terpsichore (sång dubbad av Kay Starr)
- James Burke - Det. Kelly
- Marc Platt - Eddie
- Kathleen O'Malley - Dolly
- George Macready - Joe Manion
- Billy Bletcher - dirigent (ej krediterad)

## Musik i filmen
- "Let's Stay Young Forever", musik av Doris Fisher, text av Allan Roberts, framförd av Rita Hayworth (dubbad av Anita Ellis)
- "This Can't Be Legal", musik av Doris Fisher, text av Allan Roberts, framförd av Rita Hayworth (dubbad av Anita Ellis), Marc Platt & Larry Parks (dubbad av Hal Derwin)
- "They Can't Convince Me", musik av Doris Fisher, text av Allan Roberts, framförd av Larry Parks (dubbad av Hal Derwin)
- "People Have More Fun Than Anyone", musik av Doris Fisher, text av Allan Roberts, framförd av Rita Hayworth (dubbad av Anita Ellis)
- "Kiss of the Muse", framförd av Adele Jergens (dubbad av Kay Starr) & muserna
- "Greek Ballet", musik av Mario Castelnuovo-Tedesco, framförd av Rita Hayworth (dubbad av Anita Ellis)
- "The Muses Come To Earth", framförd av Rita Hayworth (dubbad av Anita Ellis)